# Động vật có hộp sọ
Động vật có hộp sọ (danh pháp khoa học: Craniata, đôi khi viết thành Craniota) là một nhánh được đề xuất trong động vật có dây sống (Chordata) chứa cả động vật có xương sống (Vertebrata nghĩa hẹp) và Myxini (cá mút đá myxin) như là các đại diện còn sinh tồn. Craniata bao gồm tất cả các dạng động vật có hộp sọ hay có sọ, như tên gọi của nó đã gợi ý.
Craniata là một đơn vị phân loại không được phân hạng, nằm giữa ngành dây sống và các phân ngành của nó, thay thế cho cách sử dụng trước đây của Vertebrata (Vertebrata nghĩa rộng). Khác biệt chính giữa hai cách hiểu (cũ và mới) cho Vertebrata là ở chỗ nhóm Myxini và thông thường là cả nhóm Cephalaspidomorphi, hiện nay đều không được gộp vào trong Vertebrata. Hai đơn vị phân loại này thiếu cột sống thật sự, là đặc trưng cho động vật có xương sống theo cách diễn giải mới, trong khi theo diễn giải truyền thống—và rắc rối—thì nó lại không phải đặc trưng cơ bản.

## Đặc trưng
Theo cách hiểu đơn giản nhất thì động vật có hộp sọ là các động vật có đầu, nghĩa là loại trừ các thành viên của động vật có dây sống thuộc về các phân ngành Urochordata (động vật đuôi sống) và Cephalochordata (động vật đầu sống, như lưỡng tiêm), nhưng gộp cả Myxini, có hộp sọ dạng chất sụn và các cấu trúc giống như răng được tạo thành từ keratin. Craniata cũng bao gồm tất cả các dạng cá mập và cá đuối, cá thật sự, lưỡng cư, bò sát và thú. Đầu của động vật có hộp sọ bao gồm não bộ, các giác quan như mắt và hộp sọ.
Bên cạnh việc có hộp sọ khác biệt, động vật có hộp sọ còn sở hữu nhiều đặc trưng bắt nguồn từ đó, cho phép có các mức độ phức tạp cao hơn. Phân tích di truyền ở mức phân tử cho động vật có hộp sọ phát hiện ra rằng, khi so sánh với các động vật ít phức tạp hơn, chúng đã phát triển các tập hợp nhân đôi của nhiều họ gen tham gia vào trong các tiến trình truyền tín hiệu tế bào, phiên mã và hình thành hình thái (xem hộp đồng nguyên dị hình).
Nói chung, động vật có hộp sọ có các hoạt động nhiều hơn so với động vật có đuôi sống và động vật có đầu sống và như thế có nhu cầu trao đổi chất cao hơn, cũng như có một số thích ứng về mặt giải phẫu. Các động vật có hộp sọ thủy sinh có các khe hở ở mang nối với các cơ và các dây thần kinh để điều khiển sự bơm nước qua các khe hở này (ngược lại với lưỡng tiêm, với các khe hở hầu của chúng chỉ sử dụng để kiếm ăn ở trạng thái lơ lửng), tham gia vào cả quá trình kiếm ăn lẫn trao đổi khí. Các cơ dàn thành hàng kênh dinh dưỡng, di chuyển thức ăn qua kênh, cho phép các động vật có hộp sọ bặc cao như động vật có vú có thể phát triển hệ tiêu hóa phức tạp hơn nhằm đạt được sự chuyển hóa tối ưu các thức ăn. Động vật có hộp sọ cũng có các hệ tim mạch bao gồm tim với hai (hay nhiều hơn) khoang, hồng cầu và hemoglobin vận chuyển O2, cũng như thận.

## Hệ thống hóa và phân loại
Nhánh Craniata

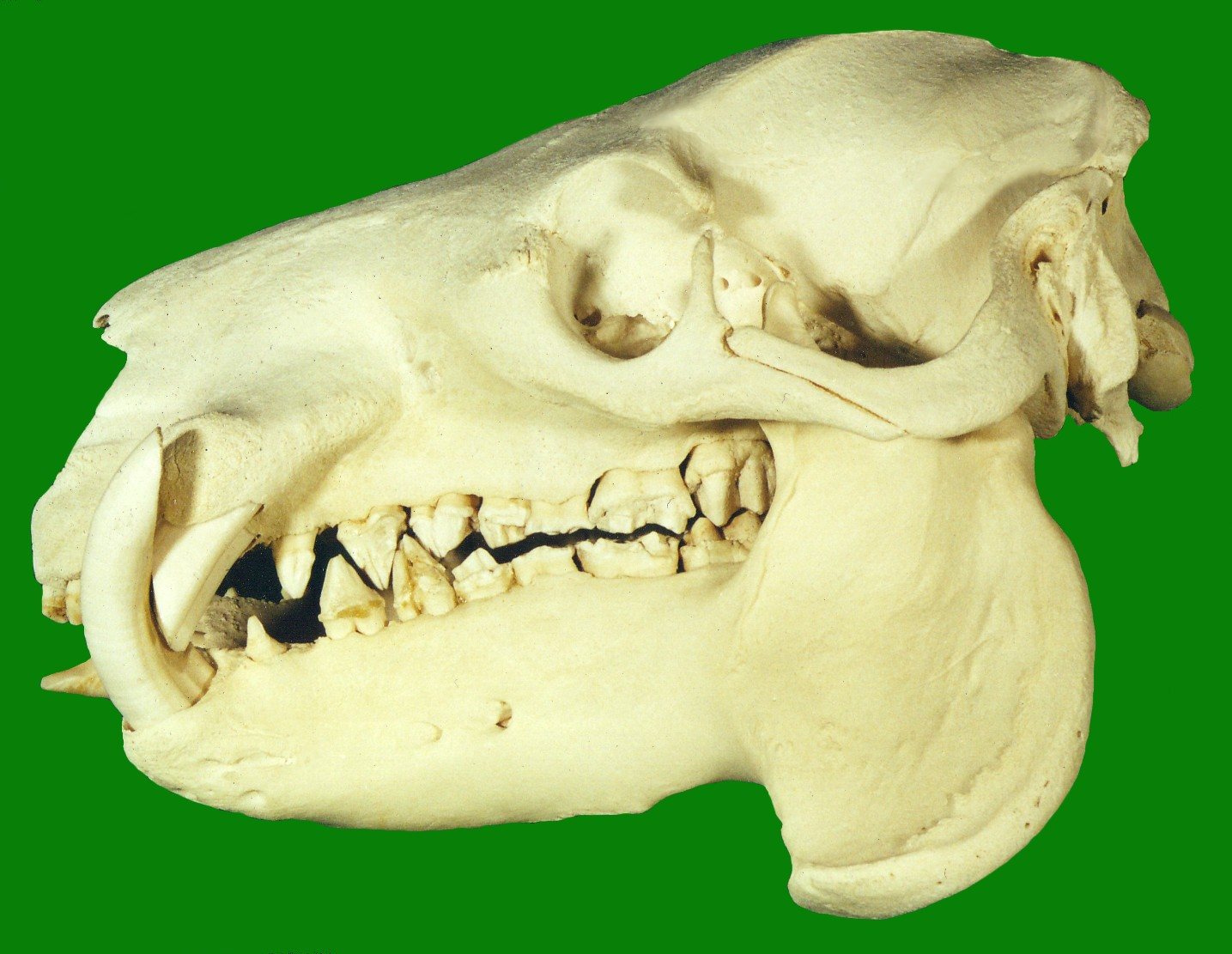
Hộp sọ của hà mã lùn (Choeropsis liberiensis).

- Lớp Myxini (= Hyperotreti): Cá mút đá myxin
  - Myxiniformes
    - Myxinidae
- Không phân hạng Vertebrata
  - Lớp Cephalaspidomorphi: Cá giáp đầu
    - Không phân hạng Hyperoartia
      - Bộ Petromyzontiformes: Cá mút đá

  - Cận ngành Gnathostomata: Động vật có quai hàm
    - Lớp Chondrichthyes: Cá sụn
    - Siêu lớp Osteichthyes: Cá xương

### Tính hợp lệ
Tính hợp lệ của đơn vị phân loại này bị nghi ngờ. Phân tích các chuỗi mtDNA gợi ý rằng Myxini là gần gũi với Hyperoartia như người ta đã tin vào điều này từ lâu – nghĩa là Agnatha là một nhánh hợp lệ. Cephalaspidomorphi (cá mút đá) theo truyền thống là đồng minh với Hyperoartia, và điều này có thể là chính xác hoặc không. Tuy nhiên, cần lưu ý rằng mtDNA không phải là rất đáng tin cậy trong phân tích phát sinh loài mà đạt tới độ sâu rất lớn về mặt thời gian, do tốc độ cao hơn của đột biến và các mẫu hóa thạch lại là rất lập lờ.
Nếu như Agnatha (cá không hàm) trên thực tế không là cận ngành thì Vertebrata cần phải trở lại như định nghĩa truyền thống của nó (Gnathostomata + Agnatha) và Craniata khi đó sẽ là vô dụng và cần được coi là từ đồng nghĩa của Vertebrata.